# ASD GEAS Basket
Associazione Sportiva Dilettantistica GEAS Basket is een professionele dames basketbalclub uit Sesto San Giovanni, Italië die uitkomt in de Lega Basket Serie A.

## Geschiedenis
Associazione Sportiva Dilettantistica GEAS Basket is opgericht in 1955. Ze werden acht keer Landskampioen van Italië in 1970, 1971, 1972, 1974, 1975, 1976, 1977 en 1978. Ze wonnen de Italiaanse beker één keer in 1973. In 1974 verloor GEAS de finale om de Ronchetti Cup. Ze verloren van Spartak Leningrad uit de Sovjet-Unie met een totaalscore van 123-125. In 1978 won het team de EuroLeague Women door in de finale te winnen van Sparta ČKD Praag uit Tsjecho-Slowakije met 74-66. In 2019 verloren ze de finale om de Italiaanse beker.

## Erelijst
- Landskampioen Italië: 8

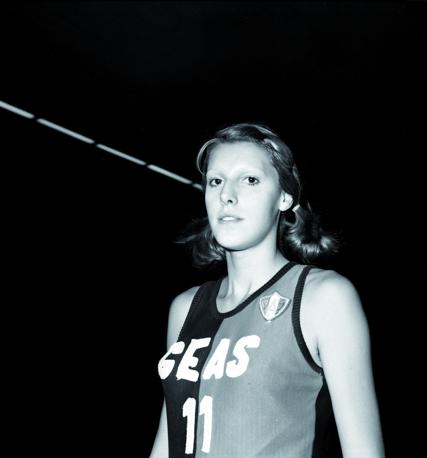
Mabel Bocchi.

  - Winnaar: 1970, 1971, 1972, 1974, 1975, 1976, 1977, 1978
  - Tweede: 1973

- Bekerwinnaar Italië: 1
  - Winnaar: 1973
  - Runner-up: 2019

- EuroLeague Women: 1
  - Winnaar: 1978
  - Halve finale: 1972, 1973, 1975, 1976, 1977, 1979

- Ronchetti Cup:
  - Runner-up: 1974

## Oud coaches
- Claudio Vandoni (1973-1975)
- Dante Gurioli (1975-1978)
- Andrea Petitpierre (1997-1998)
- Cinzia Zanotti (2013-heden)

## Oud spelers
- Maria Baldini
- Rosa Maria "Lella" Battistella
- Mabel Bocchi
- Rosetta Bozzolo
- Daniela Cesati
- Dora Ciaccia
- Giusy Fogliani
- Marina Re
- Cristina Tonelli
- Irina Michajlova